# Guentër Seidel
Guentër Seidel (n. 23 septembrie 1960, Fischen im Allgäu, Bavaria, Germania) este un sportiv ce a reprezentat Statele Unite ale Americii, medaliat olimpic. A participat la 3 ediții ale Jocurilor Olimpice (1996, 2000, 2004) în care a câștigat două medalii de bronz.